# Кірик-Радомська Людмила Августинівна
Людми́ла Августи́нівна Кі́рик-Радо́мська (нар. 12 червня 1948, с. Вовча Гора Хмельницького району — пом. 28 квітня 2005, м. Тернопіль) — український лікар, поетка. Дружина В. Кірика. Член Національної спілки письменників України (2003).

## Життєпис
Народилася в родині службовців. У 1966 році закінчила із золотою медаллю Чорноострівську середню школу [Архівовано 14 липня 2014 у Wayback Machine.], пізніше Тернопільський медичний інститут (нині ТДМУ), після закінчення якого залишилася працювати в медичних закладах Тернополя (1-й і 2-й міських лікарнях).
Під час роботи в 1975 році важко захворіла і в 1980 році вийшла на пенсію по інвалідності. Десять років була прикута до ліжка.
Похована в Тернополі на Микулинецькому цвинтарі.
У 2008 році в день 60-річчя письменниці в смт Чорний Острів урочисто відкрито пам'ятну дошку, яка встановлена на приміщенні колишньої Чорноострівської СШ, а нині Хмельницької центральної районної бібліотеки [Архівовано 14 липня 2014 у Wayback Machine.].

## Міні-музей
За сприянням сім'ї Радомських у приміщені Хмельницької центральної районної бібліотеки 2008 року відкрито міні-музей Людмили Кірик-Радомської.

## Творчість
Вірші писала ще в шкільні і студентські роки, але серйозно зайнялась поезією, як захворіла. Була членом обласного літературного об'єднання «Сонячні кларнети» при обласній організації НСПУ, друкувалася в обласних газетах «Ровесник» «Вільне життя» «Русалка Дністрова», «Селянська доля», «Свобода», журналах «Тернопіль», і «Радянська жінка». На її становлення як поетеси мав великий вплив Борис Демків.

## Творчий доробок
За період з 1991 по 2001 рік вийшли з друку 6 книжок:
- «Неспокій» (1991)
- «Химерна доля» — (історичний роман у віршах) у двох книгах (1994, 1999)
- «Наодинці з собою» (збірка поезій, 1999)
- «Казка про Капкана-іклана і хоробрих друзів» (оповідання для дітей, 2000)
- «Кілька днів літа» (оповідання для дітей, 2000)
- «Сільські пристрасті» (новела, 2001)

Поезії поетеси покладені на музику тернопільським гуртом «Світозари» («Мамина криниця [Архівовано 21 серпня 2014 у Wayback Machine.]», «Скрипка», «Вишиванка»), композитором Анатолієм Горчинським («Молодість»).